# Зак Вудс
Зак Вудс (англ. Zach Woods; нар. 25 вересня 1984) — американський актор та комік. Вудс відомий своїми ролями в сіткомах The Office та Кремнієва долина.

## Життєпис
Вудс народився в місті Трентон (Нью-Джерсі) в єврейській сім'ї. Його батько працює психіатором та соціальний працівником, який спеціалізується в клінічній терапії, а його мати медсестрою. Вудс є другою дитиною в сім'ї, у нього є старший брат та молодша сестра.
Вудс виріс в місті Ярдлі (Пенсільванія), де закінчив школу Пенсбурі в 2003 році.

## Кар'єра

### Фільмографія
| Рік  | Назва                  | Роль              | Примітки             |  |
| ---- | ---------------------- | ----------------- | -------------------- |  |
| 2004 | Terrorists             | Drugstore Cashier |                      |  |
| 2009 | Strangers              | Man               | Короткометражне кіно |  |
| 2009 | In the Loop            | Chad              |                      |  |
| 2009 | The Honkys             | O.G               | Короткометражне кіно |  |
| 2010 | Flipped                | Michael           |                      |  |
| 2010 | Копи на підхваті       | Douglas           |                      |  |
| 2011 | High Road              | Tommy             |                      |  |
| 2011 | Andy and Zach          | Zach              | Короткометражне кіно |  |
| 2011 | Damsels in Distress    | Rick DeWolfe      |                      |  |
| 2012 | Rich Girl Problems     | Duncan            | Короткометражне кіно |  |
| 2013 | Озброєні та небезпечні | Paramedic         |                      |  |
| 2015 | Шпигунка               | Man in Purple Tie |                      |  |
| 2016 | Other People           | Paul              |                      |  |
| 2017 | Секретне досьє         | The Post          | Даніель Еллсберг     |  |

| Рік       | Назва                              | Роль                | Примітки                                                             |
| --------- | ---------------------------------- | ------------------- | -------------------------------------------------------------------- |
| 2005      | My Wife, the Ghost                 | Geets Wilson        | Епізод: «#1.5»                                                       |
| 2006      | Sexual Intercourse: American Style | Ted                 | Епізод: «Incense and Candles»                                        |
| 2009      | Washingtonienne                    | Mark                | Епізод: «Pilot»                                                      |
| 2011      | Funny or Die Presents              | Stuart              | Епізод: «#2.9»                                                       |
| 2010–2013 | Офіс                               | Gabe Lewis          | 51 епізод; Recurring (сезон 6) Main Cast (сезон 7–8) Cameo (сезон 9) |
| 2011      | Bored to Death                     | Super Ray fan       | Епізод: «Nothing I Can't Handle by Running Away»                     |
| 2012–2015 | The League                         | Lane                | 3 епізоди                                                            |
| 2013–2014 | Veep                               | Ed Webster          | 3 епізоди                                                            |
| 2013      | Arrested Development               | Trippler            | Епізод: «Off the Hook»                                               |
| 2013–2016 | Гарна дружина                      | Jeff Dellinger      | 4 епізоди                                                            |
| 2013      | Comedy Bang! Bang!                 | The Remarkable Greg | Епізод: «Cobie Smulders Wears a Black & White Strapless Dress»       |
| 2014      | Kroll Show                         | Cal Culvers         | Епізод: «Krolling Around with Nick Klown»                            |
| 2014–     | Кремнієва долина                   | Donald «Jared» Dunn | Main cast                                                            |
| 2014–     | Playing House                      | Zach                | Main cast                                                            |
| 2015      | Drunk History                      | Lee Duncan          | Епізод: «Los Angeles»                                                |
| 2016      | Animals                            | Brian (voice)       | Епізод: «Pigeons.»                                                   |
| 2020      | «Авеню 5»                          | Метт Спенсер        |                                                                      |